# El Censor (Madrid)

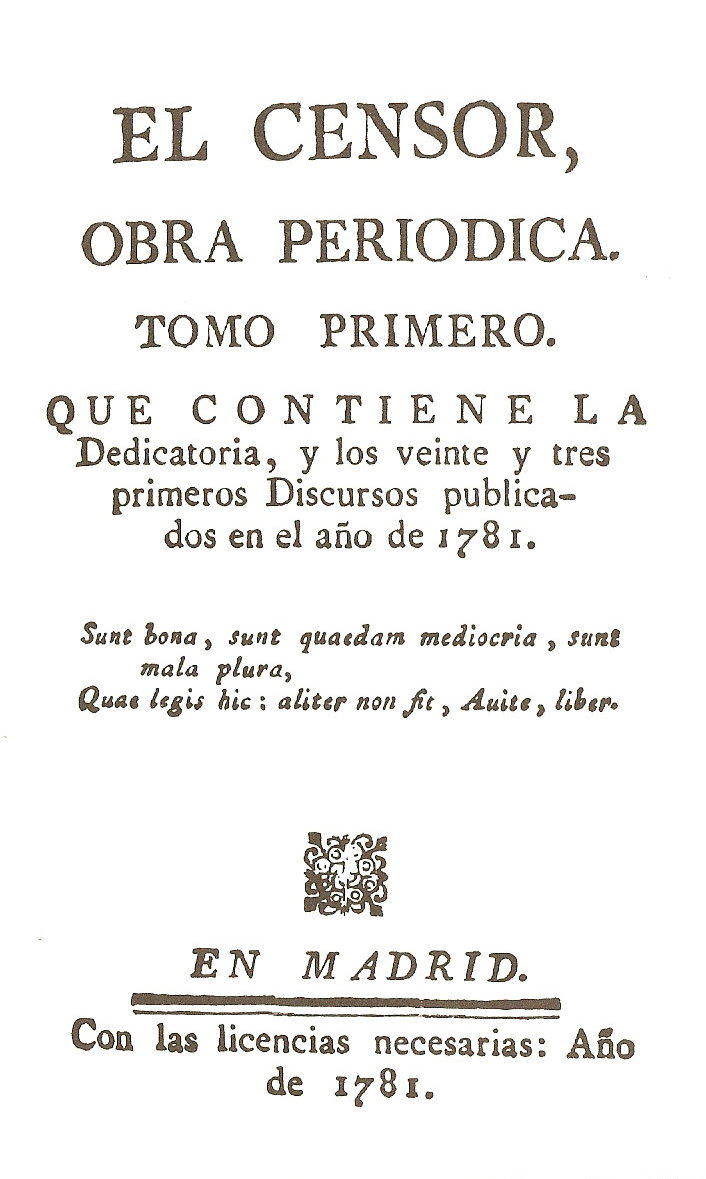
Portada del volumen que recogía los discursos publicados en El Censor durante el año 1781.

El Censor fue un periódico semanal editado en Madrid entre los años 1781 y 1787. Es considerado uno de los periódicos más importantes del siglo XVIII español. Funcionó como portavoz de las ideas de un grupo de ilustrados españoles. 

## Autoría
La cuestión de la autoría de los textos publicados en El Censor ha sido motivo de debates entre los estudiosos. Se sabe que la solicitud ante el Consejo de Castilla para obtener la licencia de impresión la firmaron Mariano Heredia y Luis Castrigo. Estos nombres encubrían en realidad a dos abogados, Luis María García del Cañuelo y Heredia y Luis Marcelino Pereira y Castrigo. En general, se cree que la contribución de Cañuelo al periódico fue más abundante que la de Pereira. Francisco Uzcanga cree que cabe atribuir a Cañuelo los discursos más exaltados y combativos, mientras que Pereira sería el autor de los textos más teóricos, en especial los de tipo económico y sobre la reforma agraria, en la que era experto.
Sin embargo, diversos estudiosos han dudado de la importancia real de Cañuelo y Pereira en la redacción efectiva del semanario, basándose en el hecho de que algunos de los textos allí publicados parecen pertenecer a otros escritores. Las Sátiras a Arnesto publicadas en los discursos XCIX y CLV se atribuyen hoy a Gaspar Melchor de Jovellanos; el discurso CLIV, titulado La despedida del anciano, se atribuye a Juan Meléndez Valdés y se cree que el discurso XCII pudiera ser de Félix María de Samaniego. 
En este sentido, uno de los máximos expertos en el siglo XVIII español, José Miguel Caso González, cree que en realidad Cañuelo y Pereira no serían más que unos «hombres de paja» cuya colaboración se reduciría a dar la cara y asumir las labores admistrativas, mientras que la redacción de los textos quedaría a cargo de una serie de intelectuales ilustrados que de esta manera permanecerían en el anonimato. Según su hipótesis, la iniciativa de El Censor habría nacido en la tertulia de una dama de la nobleza partidaria de las ideas ilustradas, María Francisca de Sales Portocarrero y Zúñiga, VI condesa de Montijo, e incluso afirma que el protector de la empresa sería el propio rey Carlos III, deseoso de difundir entre el público lector las nuevas ideas que pudieran hacer más populares sus reformas sociales y políticas. 

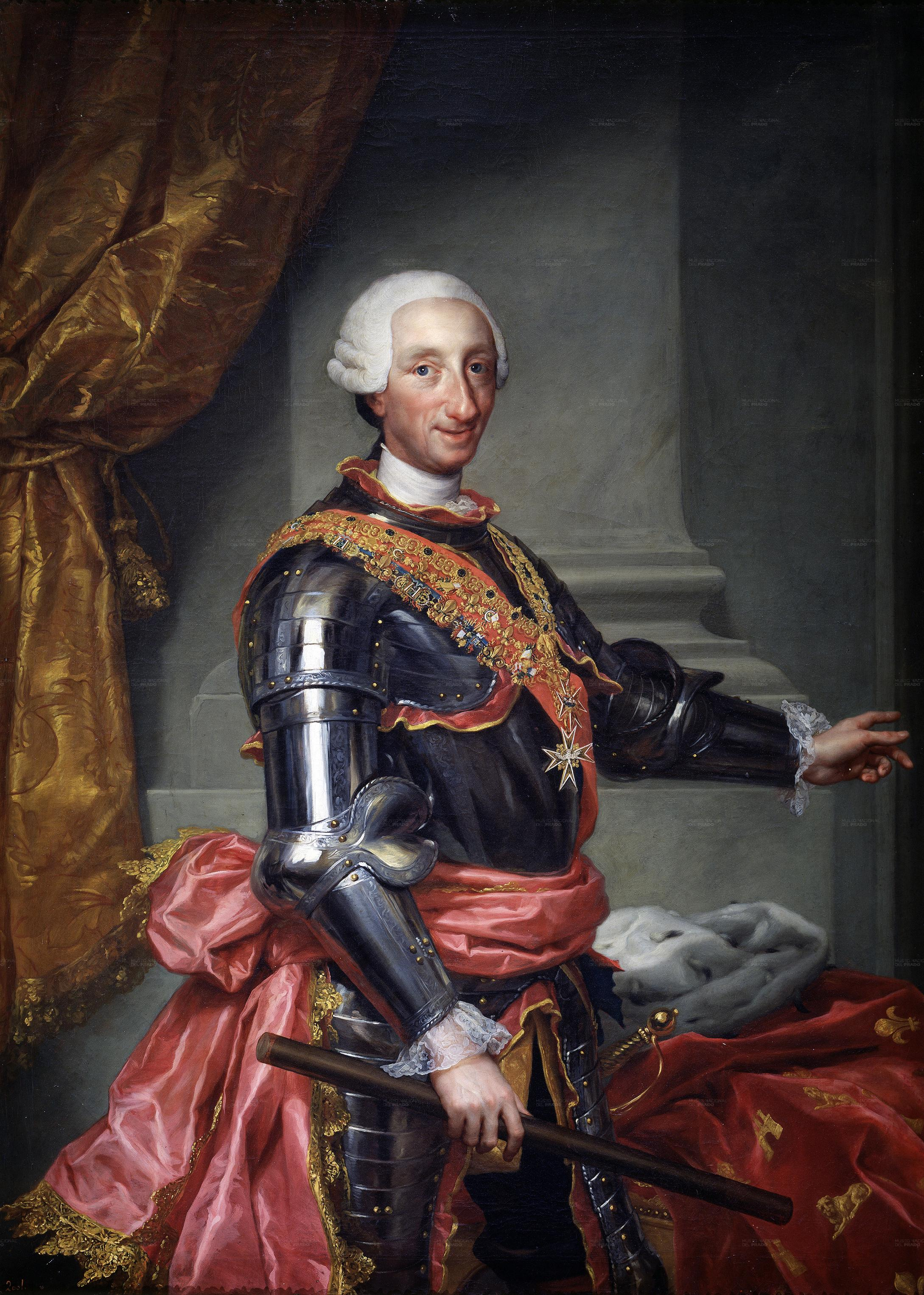
Carlos III de España, rey ilustrado, que, en opinión de José Miguel Caso González, sería el promotor último de El Censor.

Para defender esta teoría, Caso González se apoya en diferentes hechos: el que no se conozca ninguna otra publicación de Cañuelo, supuesto responsable de la mayor parte de discursos del periódico; la noticia que se tiene, mediante el informe de un censor, de una obra que quiso publicar, titulada Viaje al mundo inteligible, en que Cañuelo muestra unas ideas antiilustradas difícilmente compatibles con las del semanario; el hecho de que Cañuelo recibiera por orden del rey Carlos III una pensión desde el año 1780 o 1782 (Cañuelo la justificaba años después del fin del periódico como una gratificación por la labor llevada a cabo con este, pero las fechas indicarían que la cobró desde el principio, lo que induce a Caso González a pensar que en realidad se trataba de un sueldo conducente a convencerlo de actuar como cara visible del proyecto); el que el propio rey interviniese en varias ocasiones para solventar los problemas del semanario con la censura del Consejo de Castilla, etc. En palabras de Caso González,

Cañuelo y Pereira eran los responsables oficiales de la publicación; pero en realidad el periódico era obra de un colectivo, que no solo colaboraría en la redacción, sino también en algo semejante a un consejo de redacción. [...] Nuestro periódico estaba programado, dirigido y redactado por un grupo de ilustrados con mando en plaza, quiero decir, que ocupaban puestos de relieve en las instituciones de gobierno, y que, si no fue impulsado ni protegido por órganos oficiales, fue una iniciativa de Carlos III, o una iniciativa ajena patrocinada por el Rey [...], al que de todas formas no hay que hacer responsable directo de la publicación.

Sin embargo, no todos los especialistas apoyan esta hipótesis. Con particular énfasis la ha rechazado Francisco Sánchez-Blanco.

## Historia
En el mes de abril de 1779 Antonio Constanza de Ugena presentó ante el Consejo de Castilla un pedimiento en nombre de Mariano Heredia (en realidad, Luis García Cañuelo y Heredia) y Luis Castrigo (Luis Pereira y Castrigo) en el cual pedían licencia para imprimir unos discursos que decían haber compuesto bajo el título de El Censor. A pesar de que la persona encargada de la censura emitió un informe favorable, la licencia fue denegada por el Consejo. Los dos solicitantes insistieron, esta vez junto con un tal Domingo Moreno, en la solicitud en diciembre del mismo año. El encargado del informe encontró algunos reparos y emitió esta vez un informe desafavorable. Informados los solicitantes, se avinieron a corregir el original y, finalmente, el 19 de enero de 1781 obtuvieron la licencia de impresión.
El primer número de El Censor apareció el 8 de febrero de 1781. A partir de entonces, Cañuelo y Pereira fueron presentando periódicamente grupos de varios discursos ante el Consejo para que pasasen la censura previa e irlos así publicando con una periodicidad semanal. El periódico salía los jueves. A pesar de su carácter de crítica social y religiosa, los textos van pasando el examen, hasta que el número 46 (20 de diciembre de 1781) surge el primer conflicto entre la censura y los redactores del periódico. En este discurso, se criticaba lo que el redactor consideraba una tendencia malsana a la superstición en la práctica católica. La sátira llegaba al punto de proponer que para conquistar Gibraltar no había más que enviar a cinco mil soldados con un escapulario del Carmen al cuello, pues la creencia afirmaba que a su portador no lo herían las balas. El Consejo de Castilla ordenó el día 24 el embargo y recogida de todos los ejemplares del periódico y amonestó a los encargados de la censura previa por lo que consideraba una falta de celo, por haber concedido su visto bueno.

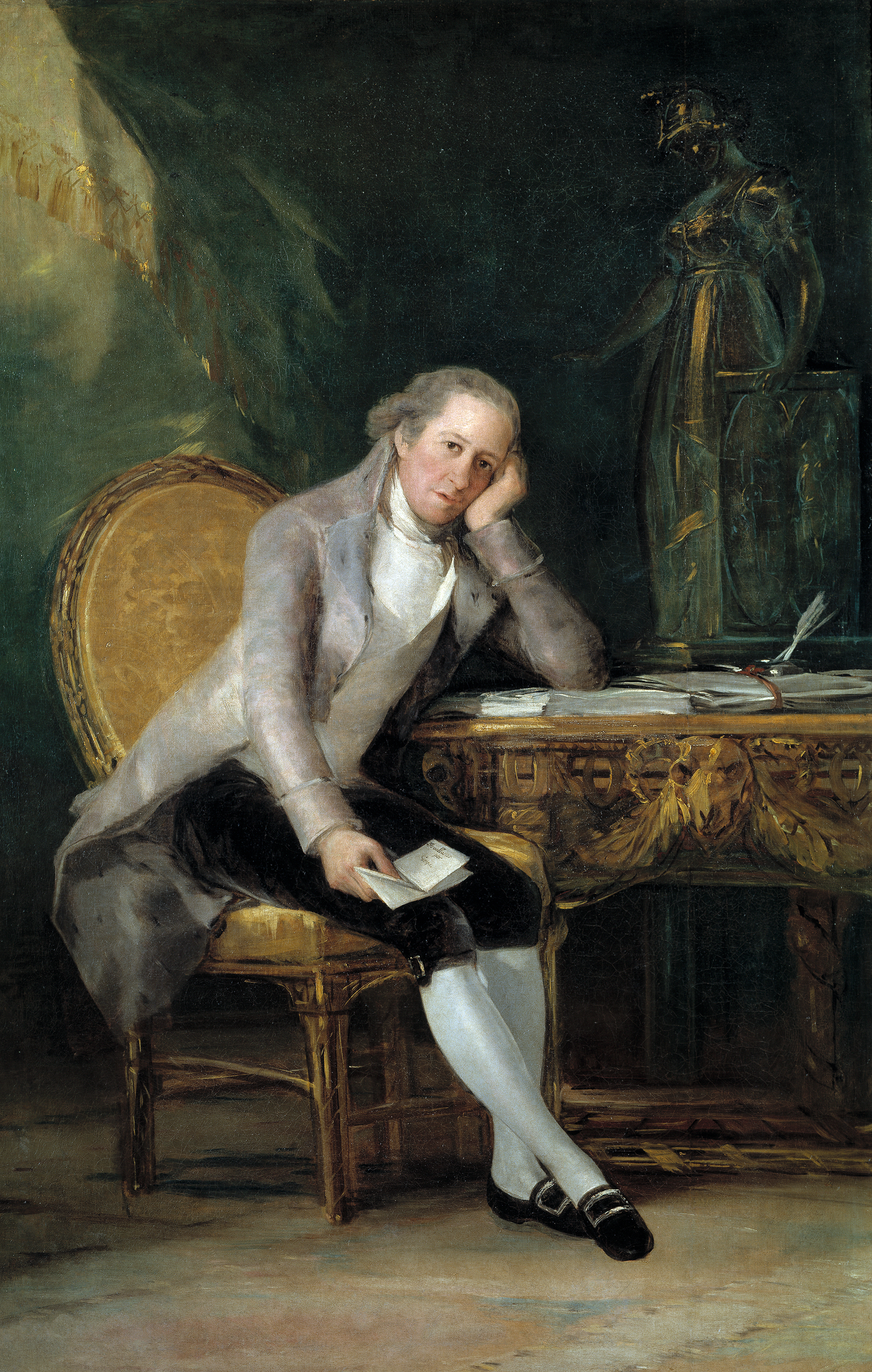
Retrato de Gaspar Melchor de Jovellanos, por Francisco de Goya. Jovellanos fue uno de los autores que, según las investigaciones, participó en la redacción de algunos textos de El Censor.

Cañuelo y Pereira volvieron a presentar otros discursos ante el Consejo con la intención de reanudar la publicación del periódico. Después de diversos trámites, la autorización les llegó en junio de 1782. sin embargo, por motivos que se desconocen, El Censor no vuelve a aparecer hasta octubre de 1783. La publicación continúa con el ritmo habitual hasta que aparece el discurso 65, el 18 de marzo de 1784, que vuelve a provocar la cólera del Consejo de Castilla. En esta ocasión, el discurso lo constituía una supuesta carta de un marroquí de visita en España, dirigida a un amigo de su país. Se trata de un recurso idéntico al utilizado por José de Cadalso en sus Cartas marruecas, según el modelo de las Cartas persas de Montesquieu y del Citizen of the World de Oliver Goldsmith. En este texto podía leerse una afirmación que irritó particularmente al Consejo, por cuanto la entendió como un ataque personal contra él mismo:

Mas, ¿qué dirías si te hiciese ver que este Príncipe tan bueno, ni es un monarca, ni mucho menos un déspota, ni que este gobierno es lo que los europeos llaman aristocrático, ni democrático, ni de otra de aquellas especies de gobierno mixto de que tú tienes idea? En todas ellas, y en cualquiera, es esencial una potestad de hacer leyes, por las cuales hayan de decidirse todas las contiendas de los particulares. Y ésta en España ni se halla en el pueblo, ni en algún cuerpo que lo represente, ni en los nobles ni en el Príncipe; en una palabra, falta absolutamente. Los españoles se la atribuyen todos unánimemente a su Rey. Mas esto debe sin duda entenderse especulativamente hablando, porque de hecho es evidente que no hay tal cosa.

Según Caso González, el ataque, que el Consejo advirtió enseguida, consistía en afirmar que en España no era el rey quien realmente tenía la potestad de hacer las leyes, sino el propio Consejo de Castilla, que usurpaba esa potestad, sin ser representante ni del pueblo, ni de la aristocracia ni del rey. Caso González también apunta la posibilidad de que este discurso fuera obra de Gaspar Melchor de Jovellanos, atendiendo al estilo y a la coincidencia de las ideas que sobre la justicia se presenta en él con las que en otros textos defendió el ilustrado asturiano, por ejemplo en su obra de teatro El delincuente honrado o en su discurso de ingreso en la Academia de la Historia. El Consejo ordenó el inmediato embargo de los ejemplares del periódico. Pocos días después, el conde de Floridablanca, entonces secretario de Gracia y Justicia, remite un oficio al secretario interino del Consejo, Pedro Rodríguez Campomanes, en que por orden de Carlos III le manda que no sean molestados ni el autor ni el impresor del discurso embargado. Mientras tanto, Cañuelo, en su nombre y en el de Pereira, había presentado otros discursos ante el Consejo para obtener al licencia correspondiente. El Consejo toma una decisión inusitada y los remite a los fiscales. En opinión de Caso González, «esto era un intento de procesamiento, o al menos, de suspender el periódico sin suspenderlo oficialmente». La publicación de El Censor quedó, en consecuencia, interrumpida.
Dos meses después, el rey vuelve a intervenir en favor del periódico. Floridablanca remite otro oficio al Consejo para que le envíen los discursos que habían sido pasados a los fiscales, con objeto de que el rey pueda examinarlos personalmente y exige que se le explique por qué fueron a parar a los fiscales y no a los censores habituales. El Consejo tarda en cumplir con las órdenes reales y cuando finalmente envía los discursos omite toda explicación sobre su actuación. En mayo de 1784 Floridablanca reitera a Campomanes la orden real y este no contesta. Un año después Carlos III promulga una Real Orden que remite al Consejo, según la cual le retira la potestad de censurar las obras de publicación periódica, que pasarán a ser controladas por los jueces de imprentas y que no podrán ser embargadas sin aprobación directa del rey. Esta Real Orden ha sido considerada generalmente la primera ley de prensa de la historia de España. En la Real Orden, Carlos III mostraba interés en promover la publicación de prensa periódica, para lo cual era necesario aligerar los lentos trámites burocráticos que hacían difícil que una publicación pudiese salir con periodicidad:

Reflexionando que este género de escritos, por la circunstancia de adquirirse a poca costa y tomarse por diversión, logra incomparablemente mayor número de lectores que las obras metódicas y extensas, donde se hallan las mismas o semejantes especies, y que por consecuencia contribuyen en gran manera a difundir en el público muchas verdades e ideas útiles, y a combatir por medio de la crítica honesta los errores y preocupaciones que estorban el adelantamiento en varios ramos, le ha parecido necesario tomar un medio legal que facilite la publicación de semejantes escritos, sin que el Consejo se embarace en ello, ni las formalidades y solicitudes retraigan a los literatos, las cuales pueden haber contribuido a que esta clase de obras jamás haya logrado consistencia entre nosotros. [...] Ha resuelto S. M. que el examen y las licencias necesarias para imprimir semejantes papeles, cuando no pasen de cuatro o seis pliegos impresos, corra a cargo del ministro del consejo que ejerce la comisión y judiciatura de impresos y librerías; reservando al Consejo lo perteneciente a libros formales, y obras de mayor extensión; y que una vez impresos y publicados con censura y licencia, no se embarace su venta sin dar noticia a S. M. y esperar su resolución.

Estas intervenciones del rey en favor del periódico han sido interpretadas por Caso González como indicios del compromiso del monarca con la publicación de El Censor (véase sección Autoría). Además, en opinión de este historiador de la literatura, constituirían un episodio del enfrentamiento entre Carlos III y el Consejo de Castilla, integrado por personas contrarias a las ideas reformistas del rey.
La publicación de El Censor se reanudó en septiembre de 1785. En noviembre de ese año, el periódico volvió a protagonizar un episodio conflictivo: en el discurso 79 el autor se ríe de algunas creencias dadas por verdaderas por la Iglesia católica y que en su opinión no serían más que leyendas y superticiones sin fundamento, como por ejemplo la supuesta cesión de Roma al papa por el emperador Constantino I el Grande (véase Donación de Constantino); la leyenda que afirmaba que Poncio Pilato había recibido el grado de bachiller en una Universidad de Huesca supuestamente fundada por Sertorio; la fundación de la orden de los carmelitas en el Monte Carmelo, ocho siglos antes del nacimiento de Cristo, entre otras. Algunos religiosos elevan una queja ante el rey y este decide ordenar la recogida de los ejemplares del discurso. Además, Carlos promulga otra Real Orden que complementa la del año anterior y prevé la responsabilidad de los autores en caso de denuncias por injurias, a la vez que establece que en las denuncias no fundadas serán los denunciantes quienes sean castigados.
En esta ocasión no se produce interrupción en la edición del semanario, que a partir de ahora saldrá sin interrupción hasta el final. Según Caso González, los dos últimos años son los más activos, tanto en la labor crítica de los redactores del periódico como en la lucha de sus detractores. Estos años estuvieron marcados por la polémica surgida en los medios intelectuales españoles y europeos a propósito del artículo Espagne de la Encyclopédie méthodique redactado por Masson de Morvilliers en que se aseguraba que la aportación cultural española a Europa había sido nula en los últimos siglos. Esto provocó una reacción de determinados escritores, que fueron llamados apologistas, que salieron a la defensa del papel de España. El Censor, sin defender a Masson, criticó la labor de los apologistas, por considerar que contribuían a la autocomplacencia, en lugar de plantear con sinceridad la decadencia española. El punto máximo de la polémica entre El Censor y los apologistas llegó con el discurso 165, titulado Oración apologética por el África y su mérito literario, una parodia de la Oración apologética por la España y su mérito literario de Juan Pablo Forner, apología en defensa de España frente a Masson realizada por encargo de Floridablanca. Según algunos autores, este hecho habría molestado profundamente a Floridablanca, quien habría conseguido el cese de la actividad del periódico, que dejó de publicarse en agosto de 1787. También podrían haber influido los ecos que llegaban a España de la agitación de la Francia prerrevolucionaria. En cualquier caso, no se conserva rastro de ninguna orden explícita de cierre, pero, en palabras de Caso González, «es indudable que un ministro como Floridablanca tenía muchos medios para acallar al molesto periódico».

## Ideología y temas

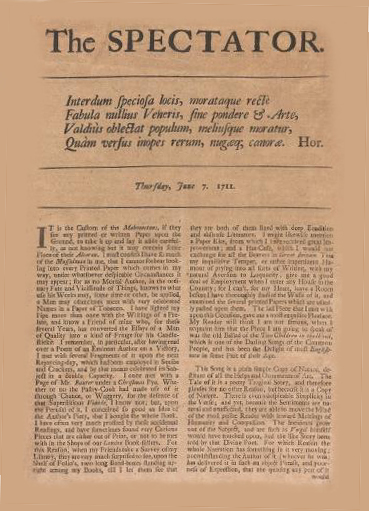
The Spectator, diario inglés que inspiró la publicación de otros periódicos europeos. El Censor se considera en la línea de este diario.

El Censor se sitúa en la línea de lo que se ha llamado «prensa espectadora» o «espectadores», es decir, periódicos en la línea del The Spectator británico, uno de los pioneros del periodismo europeo. Los «espectadores» son publicaciones de tipo moral-satírico, cuyo objetivo era la crítica de costumbres. Según María Dolores Saiz, El Censor se aparta de las publicaciones habituales en España en los años anteriores, de tipo más literario y divulgativo y enlaza con los «espectadores» españoles inmediatos, como El Pensador de Clavijo y Fajardo. El Censor pertenecería a la segunda generación de espectadores, junto con El Corresponsal del Censor, El Observador y El Filósofo a la moda. 
Sin embargo, El Censor se distancia del resto de espectadores por la profundidad de su crítica, que va más allá de la censura de costumbres. Ya en el siglo XVIII, Juan Sempere y Guarinos, en su Ensayo de una biblioteca española de los mejores escritores del reinado de Carlos III (1787), señaló que

hasta ahora El Pensador y los autores de otros papeles periódicos no se habían propuesto otro fin que el ridiculizar las modas y ciertas máximas viciosas introducidas en la conducta de la vida. El Censor manifiesta otras miras más arduas y más arriesgadas. Habla de los vicios de nuestra legislación, de los abusos introducidos con pretexto de religión, de los errores políticos y otros asuntos semejantes

También Marcelino Menéndez Pelayo advirtió la diferencia entre El Censor y los periódicos anteriores, al señalar que «fue desde el principio un periódico de abierta oposición, distinto de las candorosas publicaciones que le habían precedido». Menéndez Pelayo, situado en posturas conservadoras y tradicionalistas, incluyó a El Censor en su célebre Historia de los heterodoxos españoles, en el capítulo sobre el «Enciclopedismo español». Su opinión sobre el periódico era esencialmente negativa: lo acusó de situarse del lado de Masson en la polémica con los apologistas (véase sección Historia), de «hacer gala de menospreciar y zaherir todas las cosas de España, so pretexto de desengañarla» y de sostener «ideas impías y antiespañolas».

## El Censory losCaprichosde Goya

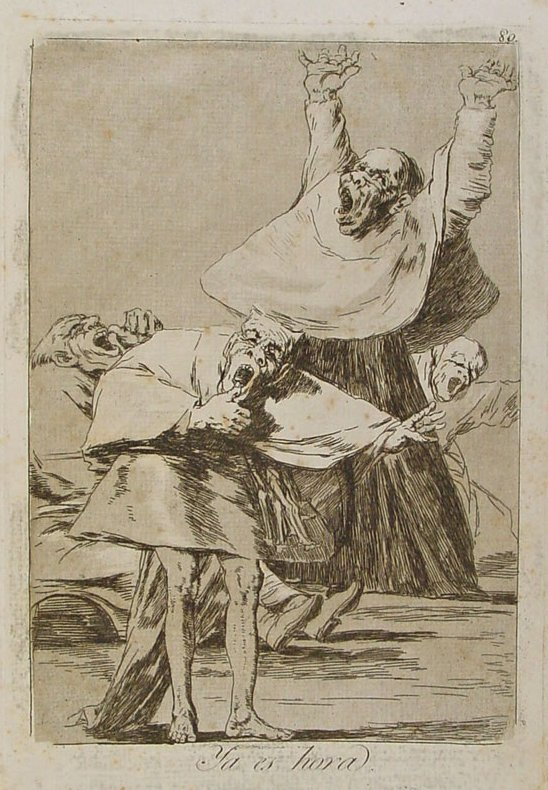
Ya es hora, uno de los Caprichos de Goya, en que se critica la pereza y falta de espiritualidad del clero. Según Edith Helman, las ideas de El Censor podrían haber inspirado algunos de los Caprichos.

Según Edith Helman, estudiosa de la obra del pintor aragonés Francisco de Goya, este podría haberse inspirado en algunos de los discursos publicados en El Censor a la hora de componer algunos de sus Caprichos. Helman observa que algunos de los temas principales de la serie de aguafuertes de Goya coinciden con los puntos centrales de la labor crítica del periódico: la falta de espiritualidad del clero, la inutilidad de una nobleza que no cumple ningún papel productivo, los excesos de la moda y el lujo, etc. Por otra parte, según la autora, también coincide el método empleado para realizar la crítica: la sátira. Goya era amigo de algunos de los colaboradores de El Censor, como Jovellanos, Meléndez Valdés y otros, por lo que concluye Helman que probablemente debía conocer el semanario. 
Además, llama la atención sobre una cita de uno de los discursos de El Censor que dice «empleen su pincel en trazar el retrato de tantas costumbres apoyadas sobre la moda, sobre el capricho», 
en que se alude al capricho y al pincel que debe pintar las consecuencias de aquel. Para Helman, 

los Caprichos, en efecto, coinciden con El Censor, no solo en el objeto satírico-moral anunciado, no solo en sus temas predilectos, sino en la actitud ante dichos temas y la ironía corrosiva de sus comentarios.

Sin embargo, estas ideas no han encontrado un respaldo unánime entre los expertos. La propia circulación de ideas y opiniones en los círculos ilustrados podrían explicar la coincidencia en ciertos temas, que, como en el caso de la crítica a la aristocracia o el clero, pueden encontrarse en otros autores que no participaron en El Censor, como José de Cadalso y sus Cartas marruecas o periódicos anteriores, tales como El Pensador de Clavijo y Fajardo. En este sentido, afirma José María Luna Aguilar que

como señala Glendinning, los Caprichos no constituyen un hecho excepcional en la tradición satírica dieciochesca, que hunde sus raíces en el Siglo de Oro y que encontrará continuidad en el Siglo de las Luces a través de nuevos medios como las publicaciones periódicas (El Pensador, de José Clavijo Fajardo, El Censor, de García del Cañuelo y Marcelino de Perera), o el teatro (El hechizado por fuerza, de Antonio de Zamora, o El Dómine Lucas, de José Cañizares), que coinciden en fustigar la jerarquía religiosa y civil, desdeñar los estamentos privilegiados, censurar la ignorancia, la superstición, la idolatría, la brujería y los vicios en general, al igual que sucede con los Caprichos.